# Ґоланьч-Поморська
Ґоланьч-Поморська (пол. Gołańcz Pomorska) — село в Польщі, у гміні Тшеб'ятув Ґрифицького повіту Західнопоморського воєводства.
Населення — 422 особи (2011).
У 1975-1998 роках село належало до Щецинського воєводства.

## Демографія
Демографічна структура станом на 31 березня 2011 року:
|          | Загалом | Допрацездатний вік | Працездатний вік | Постпрацездатний вік |
| -------- | ------- | ------------------ | ---------------- | -------------------- |
| Чоловіки | 220     | 48                 | 158              | 14                   |
| Жінки    | 202     | 45                 | 120              | 37                   |
| Разом    | 422     | 93                 | 278              | 51                   |